# Zasoby operatywne
Zasoby operatywne – w górnictwie część zasobów przemysłowych, pomniejszonych o straty ponoszone przy wydobyciu.